# Aeropuerto de Guidonia
El aeropuerto de Guidonia, llamado también Base aérea de Guidonia (en italiano: Aeroporto di Guidonia, OACI: LIRG) es un aeropuerto militar situado en Guidonia Montecelio, provincia de Roma. Es el centro logístico principal de la Aeronautica Militare de Italia.

## Historia
El aeropuerto fue construido entre 1915 y 1916, con la intención de albergar una escuela de vuelo donde los pilotos se entrenaran durante la Primera Guerra Mundial. Después del final del conflicto, inicialmente se convirtió en un depósito para aviones que ya no se usaban con fines de guerra y luego se convirtió en la sede de un escuadrón experimental. .
Las actividades de investigación, estudio y experimentación para la innovación tecnológica y la afirmación del potencial de la recién formada Royal Air Force, constituida como fuerza armada el 28 de marzo de 1923, experimentó un fuerte impulso en la década de 1920, cuando los registros aeronáuticos fueron una excelente inversión en imagen en el escenario internacional.
Tras la construcción del nuevo aeropuerto, incorporó las instalaciones de la Dirección Superior de Estudios y Experiencias, así como el Centro de Vuelo Experimental, presente hoy en la Base Aérea de Pratica di Mare, y la Planta de Construcción de Aeronaves, para el desarrollo y construcción del nuevo avión.

## Galería

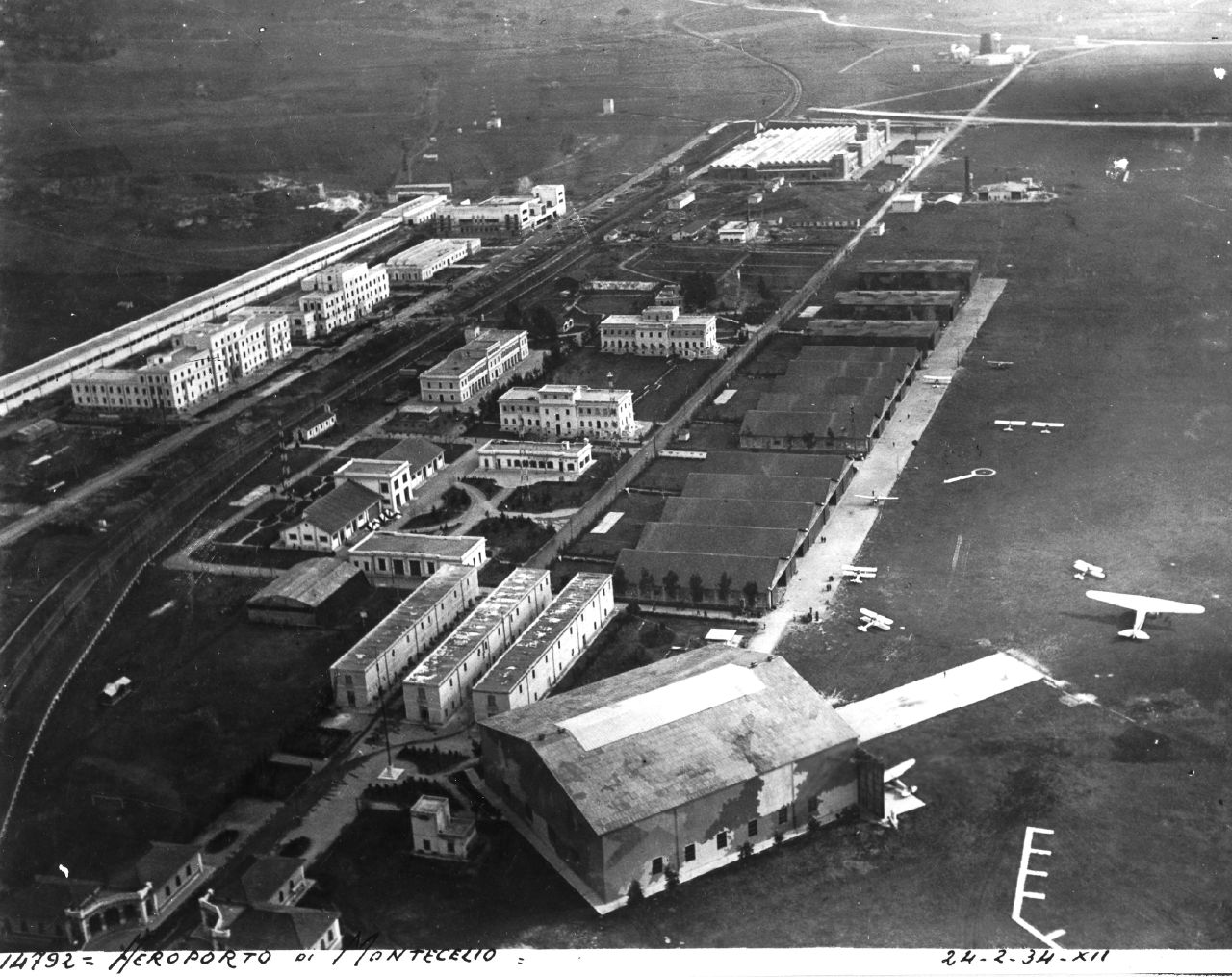
Vista aérea del aeropuerto Alfredo Barbieri en Montecelio (1934)
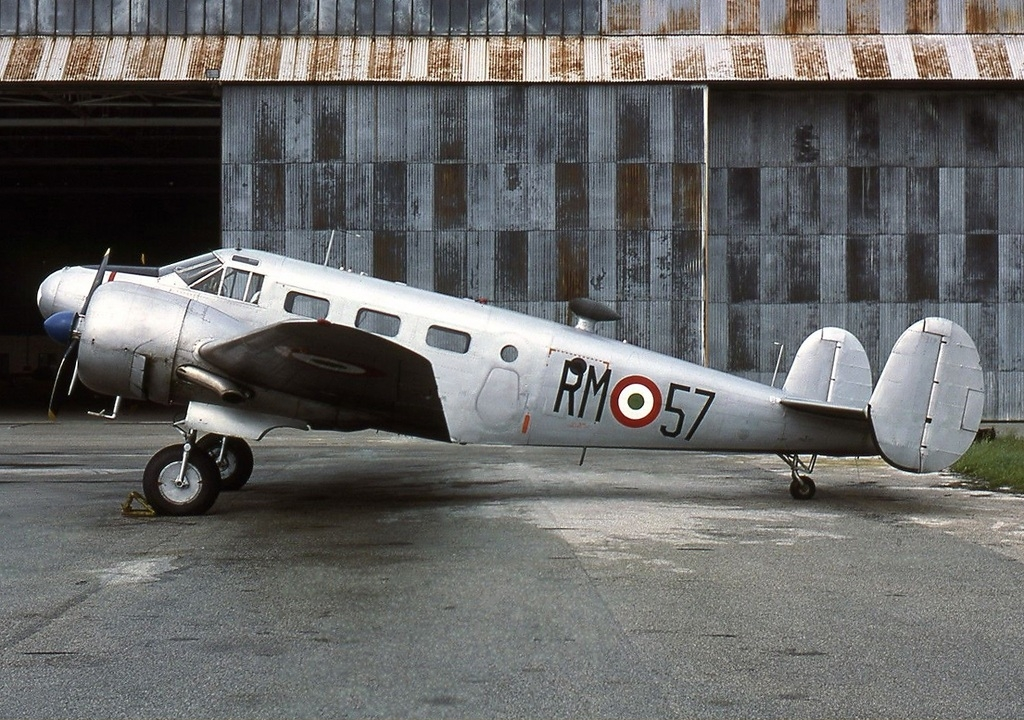
Un Beechcraft C-45 Expeditor en una foto de 1980